# Tirreno-Adriático 2018
53. edycja wyścigu kolarskiego Tirreno-Adriático odbyła się od 7 do 13 marca 2018 roku. Liczył siedem etapów, o łącznym dystansie 992,5 km. Wyścig figurował w rankingu światowym UCI World Tour 2018.

## Uczestnicy
Na starcie wyścigu stanęły 22 drużyny. Wśród nich znalazło się wszystkie osiemnaście ekip UCI World Tour 2018 oraz cztery inne zaproszonych przez organizatorów.
| Numery  | Kod | Drużyna                |
| ------- | --- | ---------------------- |
| 1-7     | BOH | Bora-Hansgrohe         |
| 11-17   | ALM | Ag2r-La Mondiale       |
| 21-27   | AST | Astana Pro Team        |
| 31-37   | TBM | Bahrain-Merida         |
| 41-47   | BMC | BMC Racing Team        |
| 51-57   | GFC | Groupama–FDJ           |
| 61-67   | GAZ | Gazprom-RusVelo        |
| 71-77   | ICA | Israel Cycling Academy |
| 81-87   | LTS | Lotto Soudal           |
| 91-97   | MTS | Mitchelton-Scott       |
| 101-107 | MOV | Movistar Team          |

| Numery  | Kod | Drużyna                         |
| ------- | --- | ------------------------------- |
| 111-117 | NIP | Nippo-Vini Fantini-Europa Ovini |
| 121-127 | QST | Quick-Step Floors               |
| 131-137 | DDD | Dimension Data                  |
| 141-147 | EFD | EF Education First–Drapac       |
| 151-157 | KAT | Team Katusha-Alpecin            |
| 161-167 | TLJ | Team LottoNL-Jumbo              |
| 171-177 | SKY | Team Sky                        |
| 181-187 | SUN | Team Sunweb                     |
| 191-197 | TFS | Trek-Segafredo                  |
| 201-207 | UAE | UAE Team Emirates               |
| 211-217 | WIL | Wilier Triestina–Selle Italia   |

## Etapy
| Etap | Data     | Start – Meta                | km   | Typ         | Zwycięzca etapu | Lider              |
| ---- | -------- | --------------------------- | ---- | ----------- | --------------- | ------------------ |
| 1.   | 7 marca  | Lido di Camaiore            | 21,5 | TTT         | BMC Racing Team | Damiano Caruso     |
| 2.   | 8 marca  | Camaiore > Follonica        | 172  | Płaski      | Marcel Kittel   | Patrick Bevin      |
| 3.   | 9 marca  | Follonica > Trevi           | 239  | Pagórkowaty | Primož Roglič   | Geraint Thomas     |
| 4.   | 10 marca | Foligno > Sarnano           | 219  | Górski      | Mikel Landa     | Damiano Caruso     |
| 5.   | 11 marca | Castelraimondo > Filottrano | 178  | Pagórkowaty | Adam Yates      | Michał Kwiatkowski |
| 6.   | 12 marca | Numana > Fano               | 153  | Pagórkowaty | Marcel Kittel   | Michał Kwiatkowski |
| 7.   | 13 marca | San Benedetto del Tronto    | 10   | ITT         | Rohan Dennis    | Michał Kwiatkowski |

### Etap 1 - 07.03: Lido di Camaiore, 21,5 km
| #  | Zespół           | Czas    |
| -- | ---------------- | ------- |
| 1. | BMC Racing Team  | 22' 19" |
| 2. | Mitchelton–Scott | + 4"    |
| 3. | Team Sky         | + 9"    |

| #   | Zawodnik           | Zespół | Czas    |
| --- | ------------------ | ------ | ------- |
| 1.  | Damiano Caruso     | BMC    | 22' 19" |
| 2.  | Rohan Dennis       | BMC    | + 0"    |
| 3.  | Patrick Bevin      | BMC    | + 0"    |
|     |                    |        |         |
| 13. | Michał Kwiatkowski | SKY    | + 9"    |
| 30. | Maciej Bodnar      | BOH    | + 30"   |
| 31. | Rafał Majka        | BOH    | + 30"   |
| 77. | Tomasz Marczyński  | LTS    | + 58"   |

### Etap 2 - 08.03: Camaiore > Follonica, 172 km
| #   | Zawodnik           | Zespół | Czas       |
| --- | ------------------ | ------ | ---------- |
| 1.  | Marcel Kittel      | KAT    | 4h 12' 24" |
| 2.  | Peter Sagan        | BOH    | + 0"       |
| 3.  | Giacomo Nizzolo    | TFS    | + 0"       |
|     |                    |        |            |
| 4.  | Michał Kwiatkowski | SKY    | + 0"       |
| 36. | Tomasz Marczyński  | LTS    | + 0"       |
| 75. | Rafał Majka        | BOH    | + 0"       |
| 84. | Maciej Bodnar      | BOH    | + 0"       |

| #   | Zawodnik           | Zespół | Czas       |
| --- | ------------------ | ------ | ---------- |
| 1.  | Patrick Bevin      | BMC    | 4h 34' 43" |
| 2.  | Damiano Caruso     | BMC    | + 0"       |
| 3.  | Greg Van Avermaet  | BMC    | + 0"       |
|     |                    |        |            |
| 6.  | Michał Kwiatkowski | SKY    | + 9"       |
| 22. | Rafał Majka        | BOH    | + 30"      |
| 23. | Maciej Bodnar      | BOH    | + 30"      |
| 61. | Tomasz Marczyński  | LTS    | + 58"      |

### Etap 3 - 09.03: Follonica > Trevi, 239 km
| #    | Zawodnik           | Zespół | Czas       |
| ---- | ------------------ | ------ | ---------- |
| 1.   | Primož Roglič      | TLJ    | 6h 17' 23" |
| 2.   | Adam Yates         | MTS    | + 3"       |
| 3.   | Tiesj Benoot       | LTS    | + 6"       |
|      |                    |        |            |
| 16.  | Michał Kwiatkowski | SKY    | + 16"      |
| 61.  | Tomasz Marczyński  | LTS    | + 4' 13"   |
| 132. | Maciej Bodnar      | BOH    | + 13' 00"  |
| 133. | Rafał Majka        | BOH    | + 13' 00"  |

| #    | Zawodnik           | Zespół | Czas        |
| ---- | ------------------ | ------ | ----------- |
| 1.   | Geraint Thomas     | SKY    | 10h 52' 22" |
| 2.   | Greg Van Avermaet  | BMC    | + 0"        |
| 3.   | Christopher Froome | SKY    | + 3"        |
|      |                    |        |             |
| 5.   | Michał Kwiatkowski | SKY    | + 9"        |
| 54.  | Tomasz Marczyński  | LTS    | + 4' 55"    |
| 112. | Rafał Majka        | BOH    | + 13' 14"   |
| 113. | Maciej Bodnar      | BOH    | + 13' 14"   |

### Etap 4 - 10.03: Foligno to Sarnano–Sassotetto, 219 km
| #    | Zawodnik           | Zespół | Czas       |
| ---- | ------------------ | ------ | ---------- |
| 1.   | Mikel Landa        | MOV    | 6h 22' 13" |
| 2.   | Rafał Majka        | BOH    | + 0"       |
| 3.   | George Bennett     | TLJ    | + 0"       |
|      |                    |        |            |
| 11.  | Michał Kwiatkowski | SKY    | + 6"       |
| 66.  | Tomasz Marczyński  | LTS    | + 12' 11"  |
| 141. | Maciej Bodnar      | BOH    | + 22' 50"  |

| #    | Zawodnik           | Zespół | Czas        |
| ---- | ------------------ | ------ | ----------- |
| 1.   | Damiano Caruso     | BMC    | 17h 14' 49" |
| 2.   | Michał Kwiatkowski | SKY    | + 1"        |
| 3.   | Wilco Kelderman    | SUN    | + 11"       |
|      |                    |        |             |
| 45.  | Rafał Majka        | BOH    | + 12' 54"   |
| 53.  | Tomasz Marczyński  | LTS    | + 16' 52"   |
| 133. | Maciej Bodnar      | BOH    | + 35' 50"   |

### Etap 5 - 11.03: Castelraimondo > Filottrano, 178 km
| #    | Zawodnik           | Zespół | Czas       |
| ---- | ------------------ | ------ | ---------- |
| 1.   | Adam Yates         | MTS    | 4h 16' 35" |
| 2.   | Peter Sagan        | BOH    | + 7"       |
| 3.   | Michał Kwiatkowski | SKY    | + 7"       |
|      |                    |        |            |
| 32.  | Rafał Majka        | BOH    | + 50"      |
| 98.  | Tomasz Marczyński  | LTS    | + 14' 28"  |
| 142. | Maciej Bodnar      | BOH    | + 20' 15"  |

| #    | Zawodnik           | Zespół | Czas        |
| ---- | ------------------ | ------ | ----------- |
| 1.   | Michał Kwiatkowski | SKY    | 21h 31' 28" |
| 2.   | Damiano Caruso     | BMC    | + 3"        |
| 3.   | Mikel Landa        | MOV    | + 23"       |
|      |                    |        |             |
| 38.  | Rafał Majka        | BOH    | + 13' 40"   |
| 74.  | Tomasz Marczyński  | LTS    | + 31' 16"   |
| 133. | Maciej Bodnar      | BOH    | + 56' 01"   |

### Etap 6 - 12.03: Numana > Fano, 153 km
| #    | Zawodnik            | Zespół | Czas       |
| ---- | ------------------- | ------ | ---------- |
| 1.   | Marcel Kittel       | KAT    | 3h 49' 54" |
| 2.   | Peter Sagan         | BOH    | + 0"       |
| 3.   | Maximiliano Richeze | QST    | + 0"       |
|      |                     |        |            |
| 16.  | Michał Kwiatkowski  | SKY    | + 0"       |
| 82.  | Rafał Majka         | BOH    | + 1' 04"   |
| 96.  | Tomasz Marczyński   | LTS    | + 1' 52"   |
| 118. | Maciej Bodnar       | BOH    | + 4' 31"   |

| #    | Zawodnik           | Zespół | Czas         |
| ---- | ------------------ | ------ | ------------ |
| 1.   | Michał Kwiatkowski | SKY    | 25h 21' 22"  |
| 2.   | Damiano Caruso     | BMC    | + 3"         |
| 3.   | Mikel Landa        | MOV    | + 23"        |
|      |                    |        |              |
| 36.  | Rafał Majka        | BOH    | + 14' 44"    |
| 75.  | Tomasz Marczyński  | LTS    | + 33' 08"    |
| 130. | Maciej Bodnar      | BOH    | + 1h 00' 32" |

### Etap 7 - 13.03: San Benedetto del Tronto, 10 km
| #    | Zawodnik             | Zespół | Czas     |
| ---- | -------------------- | ------ | -------- |
| 1.   | Rohan Dennis         | BMC    | 11' 14"  |
| 2.   | Jos van Emden        | TLJ    | + 4"     |
| 3.   | Jonathan Castroviejo | SKY    | + 8"     |
|      |                      |        |          |
| 12.  | Michał Kwiatkowski   | SKY    | + 20"    |
| 25.  | Maciej Bodnar        | BOH    | + 30"    |
| 96.  | Rafał Majka          | BOH    | + 1' 15" |
| 109. | Tomasz Marczyński    | LTS    | + 1' 34" |

| #    | Zawodnik           | Zespół | Czas         |
| ---- | ------------------ | ------ | ------------ |
| 1.   | Michał Kwiatkowski | SKY    | 25h 32' 56"  |
| 2.   | Damiano Caruso     | BMC    | + 24"        |
| 3.   | Geraint Thomas     | SKY    | + 32"        |
|      |                    |        |              |
| 37.  | Rafał Majka        | BOH    | + 15' 39"    |
| 75.  | Tomasz Marczyński  | LTS    | + 34' 22"    |
| 126. | Maciej Bodnar      | BOH    | + 1h 00' 42" |

## Liderzy klasyfikacji po etapach
| Etap                 | Zwycięzca            | Klasyfikacja generalna | Klasyfikacja punktowa | Klasyfikacja górska | Klasyfikacja młodzieżowa | Klasyfikacja drużynowa |
| -------------------- | -------------------- | ---------------------- | --------------------- | ------------------- | ------------------------ | ---------------------- |
| 1.                   | BMC Racing Team      | Damiano Caruso         | –                     | –                   | Fernando Gaviria         | BMC Racing Team        |
| 2                    | Marcel Kittel        | Patrick Bevin          | Marcel Kittel         | Nicola Bagioli      | Fernando Gaviria         | BMC Racing Team        |
| 3                    | Primož Roglič        | Geraint Thomas         | Jacopo Mosca          | Nicola Bagioli      | Jaime Rosón              | Team Sky               |
| 4                    | Mikel Landa          | Damiano Caruso         | Jacopo Mosca          | Nicola Bagioli      | Tiesj Benoot             | Team Sky               |
| 5                    | Adam Yates           | Michał Kwiatkowski     | Jacopo Mosca          | Nicola Bagioli      | Tiesj Benoot             | Astana Pro Team        |
| 6                    | Marcel Kittel        | Michał Kwiatkowski     | Jacopo Mosca          | Nicola Bagioli      | Tiesj Benoot             | Astana Pro Team        |
| 7                    | Rohan Dennis         | Michał Kwiatkowski     | Jacopo Mosca          | Nicola Bagioli      | Tiesj Benoot             | Astana Pro Team        |
| Klasyfikacja końcowa | Klasyfikacja końcowa | Michał Kwiatkowski     | Jacopo Mosca          | Nicola Bagioli      | Tiesj Benoot             | Astana Pro Team        |

## Klasyfikacje końcowe

### Klasyfikacja generalna
| M-ce | Zawodnik           | Zespół                    | Czas         |
| ---- | ------------------ | ------------------------- | ------------ |
| 1.   | Michał Kwiatkowski | Team Sky                  | 25h 32' 56"  |
| 2.   | Damiano Caruso     | BMC Racing Team           | + 24"        |
| 3.   | Geraint Thomas     | Team Sky                  | + 32"        |
| 4.   | Tiesj Benoot       | Lotto Soudal              | + 1' 06"     |
| 5.   | Adam Yates         | Mitchelton-Scott          | + 1' 10"     |
| 6.   | Mikel Landa        | Movistar Team             | + 1' 13"     |
| 7.   | Davide Formolo     | Bora-Hansgrohe            | + 1' 15"     |
| 8.   | Jaime Rosón        | Movistar Team             | + 1' 15"     |
| 9.   | George Bennett     | Team LottoNL-Jumbo        | + 1' 16"     |
| 10.  | Rigoberto Urán     | EF Education First–Drapac | + 1' 22"     |
|      |                    |                           |              |
| 37.  | Rafał Majka        | Bora-Hansgrohe            | + 15' 39"    |
| 75.  | Tomasz Marczyński  | Lotto Soudal              | + 34' 22"    |
| 126. | Maciej Bodnar      | Bora-Hansgrohe            | + 1h 00' 42" |

| M-ce | Zawodnik           | Zespół                        | Punkty |
| ---- | ------------------ | ----------------------------- | ------ |
| 1.   | Jacopo Mosca       | Wilier Triestina–Selle Italia | 33     |
| 2.   | Peter Sagan        | Bora-Hansgrohe                | 30     |
| 3.   | Marcel Kittel      | Team Katusha-Alpecin          | 24     |
| 4.   | Adam Yates         | Mitchelton-Scott              | 24     |
| 5.   | Mikel Landa        | Movistar Team                 | 21     |
|      |                    |                               |        |
| 7.   | Michał Kwiatkowski | Team Sky                      | 16     |
| 13.  | Rafał Majka        | Bora-Hansgrohe                | 10     |

| M-ce | Zawodnik           | Zespół                          | Punkty |
| ---- | ------------------ | ------------------------------- | ------ |
| 1.   | Nicola Bagioli     | Nippo-Vini Fantini-Europa Ovini | 35     |
| 2.   | Jacopo Mosca       | Wilier Triestina–Selle Italia   | 25     |
| 3.   | Dario Cataldo      | Astana Pro Team                 | 20     |
| 4.   | Mikel Landa        | Movistar Team                   | 15     |
| 5.   | Rafał Majka        | Bora-Hansgrohe                  | 10     |
|      |                    |                                 |        |
| 20.  | Michał Kwiatkowski | Team Sky                        | 2      |

| M-ce | Zawodnik           | Zespół          | Czas        |
| ---- | ------------------ | --------------- | ----------- |
| 1.   | Tiesj Benoot       | Lotto Soudal    | 25h 34' 02" |
| 2.   | Jaime Rosón        | Movistar Team   | + 9"        |
| 3.   | Miguel Ángel López | Astana Pro Team | + 2' 21"    |
| 4.   | Gianni Moscon      | Team Sky        | + 22' 06"   |
| 5.   | Aleksandr Vlasov   | Gazprom-RusVelo | + 28' 24"   |

| M-ce | Zespół            | Czas        |
| ---- | ----------------- | ----------- |
| 1.   | Astana Pro Team   | 76h 02' 04" |
| 2.   | Team Sky          | + 39"       |
| 3.   | Bahrain-Merida    | + 43"       |
| 4.   | Bora-Hansgrohe    | + 1' 41"    |
| 5.   | UAE Team Emirates | + 2' 52"    |